# Oceania (chanson)
Pistes de Medúlla
Desired Constellation Sonnets / Unrealities XI
Oceania est une chanson enregistrée par la chanteuse et compositrice islandaise Björk pour son cinquième album studio Medúlla. Elle est écrite et produite par Björk, avec la participation de Sjón pour les paroles et de Mark Bell pour la production. La chanson est composée par la chanteuse spécialement pour la cérémonie d'ouverture des Jeux olympiques d'été de 2004, à la demande du Comité international olympique. Oceania est publiée en tant que single promotionnel le 13 août 2004 par One Little Indian Records. La chanson parle du point de vue de l'océan, endroit dont toute la vie a émergé, et détaille l'évolution de l'homme. La chanteuse s'entoure d'une chorale pour le morceau. Oceania est bien accueillie par les critiques musicaux, qui ont estimé qu'il s'agissait du meilleur titre de Medúlla, bien que certains aient pensé que ce n'était pas le meilleur choix pour une sortie promotionnelle.
Le clip de la chanson, réalisé par Lynn Fox, met en scène Björk dans le rôle de « Mother Oceania », incrustée de joyaux dans les eaux sombres, avec un coucher de soleil coloré et des créatures florales tourbillonnantes au-dessus d'elle. Un remix de la chanson, avec des paroles supplémentaires et la voix de Kelis sur son point de vue depuis les continents, est proposé en face B du single Who Is It. Une version pour piano est également apparue en single DVD, avec la participation de Nico Muhly. La chanson est présentée pour la première fois lors de la prestation de Björk à la cérémonie des Jeux olympiques d'été, et est ensuite incluse dans la setlist du Volta Tour (2007-2008). Lors de la 47e cérémonie des Grammy Awards en 2005, Oceania est nommée dans la catégorie « Meilleure performance vocale pop féminine ».

## Performances live
Lors de la cérémonie d'ouverture des Jeux olympiques d'été de 2004, Björk interprète la chanson pour la première fois. Elle porte une très grande robe qui se déplie pendant toute son interprétation d'Oceania, qui finit par recouvrir tout le stade, montrant une carte du monde en signe d'union. En outre, Björk porte « du fard à paupières bleu-violet pailleté. Ses cheveux noirs pendaient en petites tresses qui encadraient son visage pixelisé et couvert de taches de rousseur ». Immédiatement après sa prestation lors de la cérémonie d'ouverture des Jeux olympiques, la chanson est téléchargée plus de 11 000 fois sur l'iTunes Store. Jake Coyle de Today commente que sa robe « rappelait par son caractère unique la tristement célèbre robe de cygne qu'elle avait portée aux Oscars en 2001 ». Selon Jeremy D. Larson du Time, s'il n'y avait pas eu les feux d'artifice à la fin de la chanson, il n'est pas certain que les spectateurs auraient applaudi. Dominique Leone de Pitchfork est surpris par le choix du comité d'inviter Björk à se produire lors de la cérémonie. Il déclare : « Ils auraient pu faire venir n'importe qui, n'importe comment, n'importe quand ; — disons une Céline Dion rassurante ou une Beyoncé physiquement idéale — mais ils ont choisi une islandaise piquante et décidément mal à l'aise. D'un point de vue esthétique, je ne peux pas contester leur choix, mais je continue à m'interroger sur l'importance de Björk ». Oceania est également interprétée lors du Volta Tour (2007-2008). 